# Drosophila eprocessata
Drosophila eprocessata este o specie de muște din genul Drosophila, familia Drosophilidae, descrisă de Zhang și Masanori Joseph Toda în anul 1995. Conform Catalogue of Life specia Drosophila eprocessata nu are subspecii cunoscute.